# Tuân
Tuân là một họ của người Trung Quốc (chữ Hán: 荀, Bính âm: Xun). Trong danh sách Bách gia tính họ này xếp thứ 201.

## Người Trung Quốc họ Tuân nổi tiếng
- Tuân Tử, tên thật là Tuân Khanh (hay Tuân Huống), nhà tư tưởng theo trường phái Pháp gia thời Chiến Quốc
- Hai chú cháu Tuân Úc và Tuân Du, mưu sĩ của Tào Tháo thời Tam Quốc